# 남창희 (희극인)
남창희(한국 한자: 南昶熙, 1982년 7월 27일~)는 대한민국의 희극인 출신의 방송인이다. 인천동산고등학교를 졸업했으며, 2000년 SBS《기쁜 우리 토요일》 '스타스쿨'  인천 동산고 편으로 데뷔하였다.

## 학력
- 인천동산고등학교 졸업(1998년 2월~2001년 2월)
- 광운대학교 미디어영상학부 중퇴(2006년 2월~2006년 5월)
- 단국대학교 연극영화학과 중퇴(2007년 2월~2008년 2월)

## 활동

### 방송 (예능)
- 유튜브 《달려라 석진》(2025)
- 유튜브 《깡촌캉스》(2025)
- 유튜브 《핑계고》(2022, 2023, 2024, 2025)
- 유튜브 《쑥쑥》(2024)
- 유튜브 《이달의 계원》(2024)
- KBS2 《1박 2일》 (2024) - 임시 출연
- SBS 《강심장VS》(2024)
- KBS2《신상출시 편스토랑》(2023)
- JTBC《한국인의 식판》(2023)
- MBC 《놀면 뭐하니?》(2022,2023)
- SBS 《미운 우리 새끼》(2022,2023)
- MBC 《황금어장 라디오스타》 (2022)
- JTBC 《시고르경양식》  (2022)
- 채널A 《리와인드 - 시간을 달리는 게임》 (2019)
- MBN 《연애 못하는 남자들》 (2019)
- MBC 《미스터리 음악쇼 복면가왕》 (2018) - 참가자 (박수 쳐! 말포이! 마법소년!)
- MBC every1 《인간탐구 스토리 와일드 썰》 (2016)
- KBS1 《가족오락관》 (2001~2006, 2008~2009)
- KBS2 《언금술사》 (2016)
- KBS2 《인간의 조건》 (2015)
- MBC 《브라질월드컵 특집 아이돌 풋살 월드컵》 (2014)
- KBS2 《해피투게더 시즌 3》 (2014)
- 투니버스 《난감스쿨 시즌 2》 (2014)
- SBS 《스타 VS 국민도전자, 페이스오프》 (2014)
- Mnet 《2014 Mnet 랭킹쇼》 (2014)
- tvN 《백만장자 게임 마이턴》 (2013)
- JTBC 《히든싱어 시즌 2》
- MBC Every 1 《오늘부터 엄마아빠》 (2013)
- 온게임넷 《켠김에 왕까지》 (2013)
- TvN 《코미디 빅리그 시즌 4》 (2013)
- 채널A 《웰컴 투 돈월드》 (2013)
- KBS2 《출발드림팀 시즌 2》(2012)
- tvN 《코미디 빅리그 시즌 3》 (2012)
  - 〈녹화하다 왔습니다〉
- MBC 드라마넷 《MT왕》 (2008)
- KBS2 《멋진 친구들 Ⅱ》(2001)
- tvN 《코미디빅리그 시즌 5》 (2014)
  - 〈한밤의 무직쇼〉
  - 〈썸&쌈〉 - 부장 역
  - 〈부들부들〉
  - 〈로마법〉
  - 〈코빅법정〉 - 이용진의 어머니 역

### 드라마
- MBN 《설렘주의보》 (2018) - 남기자 역
- tvN 《미스터 션샤인》 (2018)
- tvN 《하백의 신부 2017》 (2017)
- KBS2 《우리집에 사는 남자》 (2016)
- tvN 《안투라지》 (2016)
- KBS2 《월계수 양복점 신사들》 (2016)
- SBS 《냄새를 보는 소녀》 (2015)
- tvN 《식샤를 합시다》 (2014)
- SBS 《별에서 온 그대》(2013~2014) - 혁 역
- MBC 《애정만만세》 (2011~2012) - 경찰 역 (특별출연)
- SBS 《건빵선생과 별사탕》(2005)
- SBS 《야인시대》(2002) - 청년 휘발유 역

### 라디오
- KBS 쿨FM 《미스터 라디오》 (2019.3.4 ~)

### 영화
- 《튜브》(2003년)_지하철 공익근무요원 역
- 《주글래 살래》(2003)_피아자 역
- 《남자 태어나다》(2002)_양아치 3 역
- 《색즉시공》(2002)_변태 2 역

### 뮤직비디오
- 배드키즈 - 바밤바

### CF
- 2000년 오리온 초코파이 (with 서재경)
- 2000년 오리온 핫브레이크 (with 이요원)
- 2001년 롯데칠성음료 모메존
- 2005년 롯데제과 커피동자, 옥동자 (with 최강희, 양주호)
- 2012년 삼성전자 스마트에어컨Q
- 2014년 EBSlang 토목달 (with 조세호)
- 2018년 츄파춥스
- 2023년 ~ 멘소래담 (with 조세호)

## 수상 목록
- 2021년 KBS 연예대상 라디오부문 엔터테이너 DJ상 (미스터 라디오)

## 홍보대사
- 2004년 인천지방경찰청 청소년범죄예방 홍보대사
- 2004년 인천지방경찰청 학교폭력 예방 홍보대사
- 2019년 제73회 전국남녀종합탁구선수권대회 홍보대사